# Giuseppe Molina
Giuseppe Molina (Novara, 24 febbraio 1922 – Novara, 17 agosto 2011) è stato un calciatore italiano, di ruolo attaccante.

## Caratteristiche tecniche
Giocò nel ruolo di ala sinistra.

## Carriera
Cresciuto nello Sparta Novara, giocò in Serie A con la Pro Patria.

## Palmarès

### Allenatore

#### Competizioni nazionali
- Serie C: 1

Novara: 1964-1965